# Merneith

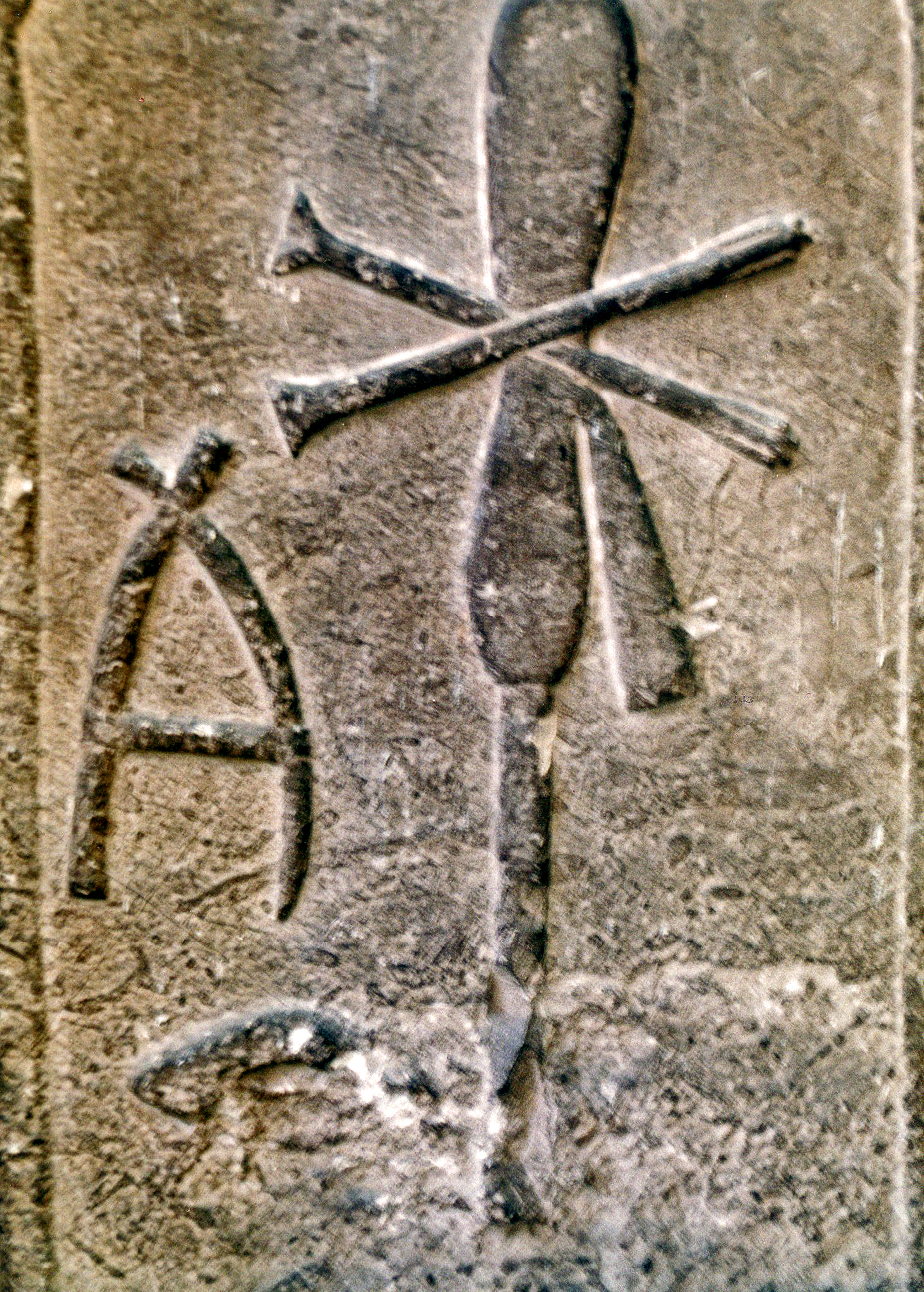
Merneiths stele.

Merneith, var en drottning (stor kunglig hustru) och regent under Egyptens första dynasti.  Hon var dotter till farao Djer, gift med sin bror farao Djet, och mor till farao Den.  Hennes namn förekommer skrivet i både maskulin och feminin form (som Merneith respektive Merytneith). 
Drottning Merneith var Egyptens regent efter sin makes död, men det är oklart om hon var en regerande monark eller ställföreträdande regent under sin sons minderårighet.  Om hon regerade i eget namn, är det också okänt huruvida hon hade titeln farao.  Om hon var regerande monark, kan hon vara den första kvinnliga regent i mänsklighetens historia vars namn är känt.